# آلبرت هینچلی
آلبرت هینچلی (انگلیسی: Albert Hinchley؛ 1869 – ۱۹۲۲ (۵۲−۵۳ سال)) بازیکن فوتبال اهل پادشاهی متحد بریتانیای کبیر و ایرلند بود.
از باشگاه‌هایی که در آن بازی کرده‌است می‌توان به باشگاه فوتبال استون ویلا اشاره کرد.